# Beth Nazar
Elizabeth Nazar Carrazza, conhecida artisticamente como Beth Nazar (, ) é uma cantora brasileira.
Beth Nazar cursava Direito na Pontifícia Universidade Católica de São Paulo na época das pressões políticas e dos movimentos estudantis de 1965. Neste período foi criado o Teatro Tuca e a peça escolhida para ser montada na inauguração foi Morte e Vida Severina, de João Cabral de Melo Neto. Para preparar as canções foi convidado um jovem estudante de arquitetura chamado Francisco Buarque de Hollanda. Vários testes foram feitos entre os estudantes e Beth Nazar foi uma das escolhidas para integrar o elenco da peça. Depois desse trabalho, ela ainda participou de O&A, de Roberto Freire e Chico Buarque, e Evangelho Segundo Zebedeu, de Idebal Piveta e Murilo Alvarenga, com o Teatro do Onze.
Porém, os compromissos com a carreira jurídica fizeram com que Beth deixasse as atividades artísticas, a elas retornando apenas em 2000. Especializou-se em Direito Tributário, fez mestrado e doutorado na mesma área, pela Pontifícia Universidade Católica de São Paulo. Foi diretora da Faculdade de Direito e diretora do Centro de Ciências Jurídicas, Econômicas e Administrativas da PUC de São Paulo. Atualmente é professora da mesma universidade.

## Discografia
Beth Nazar retomou a trajetória artística em 2000, mostrando seu talento no CD Dia a Dia.